# Gianmario Pagano
Gianmario Pagano (Roma, 3 de mayo de 1962) es un guionista, sacerdote y profesor italiano.

## Carrera
Fue ordenado sacerdote de la Iglesia católica el 16 de mayo de 1987.
Obtuvo la Licenza en Sagrada Escritura en el Pontificio Instituto Bíblico, en 2009 el Máster en Filosofía de la Ciencia en la Pontificia Universidad Lateranense y en 2017 el Máster en Estética Filosófica en la Universidad de Roma La Sapienza.
Es un colaborador en la empresa Lux Vide; de 1994 a 2001 es consultor, productor y guionista de la serie de televisión La Biblia (coproducción internacional Lube, Rai, TNT, CBS), ganadora de un premio Emmy en 1995. La actividad de Gianmario Pagano está estrechamente relacionada con el fenómeno de la ficción religiosa y pedagógica italiana de la segunda mitad de los años 90, que pretendía transmitir contenidos significativos, y por tanto también religiosos, con profesionalidad y competencia; este tipo de ficción representaba una alternativa al estilo dominante de las telenovelas.
En 2007 escribió el libreto de la Divina Comedia, con subtítulo: "El hombre en busca de amor", para el compositor Marco Frisina, una ópera musical inspirada en el poema de Dante Alighieri. Ese mismo año también escribió el guion de "Maria Montessori: una vida al servicio de los niños", que ganó el premio al mejor guion de una serie de televisión italiana en el Roma Fiction Fest 2007.
Es profesor de Religión en Roma en el Liceo Scientifico e delle Scienze Umane Statale "Teresa Gullace Talotta" y en el Liceo Artístico "Rossellini", en 2016 creó el canal de YouTube Bella, prof!, un blog y una página de Facebook con el objetivo de mantener la relación con sus antiguos alumnos. El proyecto inicial del canal se desarrolla consiguiendo la atención de un público más amplio, sin embargo el objetivo de Pagano es siempre el mismo: "Ayudar a aquellos que están interesados en entender en qué creen o, a menudo, en qué no creen".

## Filmografía
- La Biblia: Jeremías, (miniserie de TV, 1998) como guionista
- Jesus (telepelícula, 1999) como coproductor ejecutivo Lux Vide
- La Biblia: Pablo de Tarso (miniserie de TV, 2000) como autor del tema y productor asociado
- Amigos de Jesús: José de Nazaret (miniserie de TV, 2000) como creador y director editorial de la serie de televisión y autor del tema
- Amigos de Jesús - María Magdalena (miniserie de TV, 2000) como creador y director editorial de la serie de televisión y autor del tema
- Amigos de Jesús - Judas (miniserie de TV, 2001) como creador y director editorial de la serie de televisión y autor del tema
- Amigos de Jesús - Tomás (miniserie de TV, 2001) como creador y director editorial de la serie de televisión y autor del tema
- La Biblia: Apocalipsis (telepelícula, 2001) como guionista
- Imperium: San Pedro (miniserie de TV, 2005) como guionista
- Karol: El Papa, el hombre (película, 2006) como guionista
- Maria Montessori: una vida dedicada a los niños (miniserie de TV, 2007) como guionista
- Pablo VI, el Papa en la tempestad (telepelícula, 2008)
- Francesco (miniserie de TV, 2014)